# Agenția Domeniilor Statului
Agenția Domeniilor Statului (A.D.S.) este o instituție publică înființată în anul 2001 cu personalitate juridică, finanțată integral de la bugetul de stat, prin bugetul Ministerului Agriculturii și Dezvoltării Rurale.
Motto: "Sprijinim fermierii"
Agenția Domeniilor Statului (A.D.S.) este instituția specializată care realizează privatizarea societăților comerciale cu profil agricol, constituite în conformitate cu Legea nr. 15/1990 și arendarea și concesionarea terenurilor cu destinație agricolă proprietate publică și privată a statului, administrate de aceste societăți. 
Agenția Domeniilor Statului își desfășoară activitatea în baza Legii nr. 268/2001, privind privatizarea societăților comerciale ce dețin în administrare terenuri proprietate publică și privată a statului cu destinație agricolă și înființarea Agenției Domeniilor Statului, cu modificările și completările ulterioare, a Hotărârii de Guvern nr. 626/2001 privind aprobarea Normelor metodologice de aplicare a Legii nr. 268/2001 și a Legii nr. 17/2014 privind unele măsuri de reglementare a vânzării-cumpărării terenurilor agricole situate în extravilan și de modificare a Legii nr. 268/2001 privind privatizarea societăților comerciale ce dețin în administrare terenuri proprietate publică și privată a statului cu destinație agricolă și înființarea Agenției Domeniilor Statului.
PRINCIPALELE ATRIBUȚII:

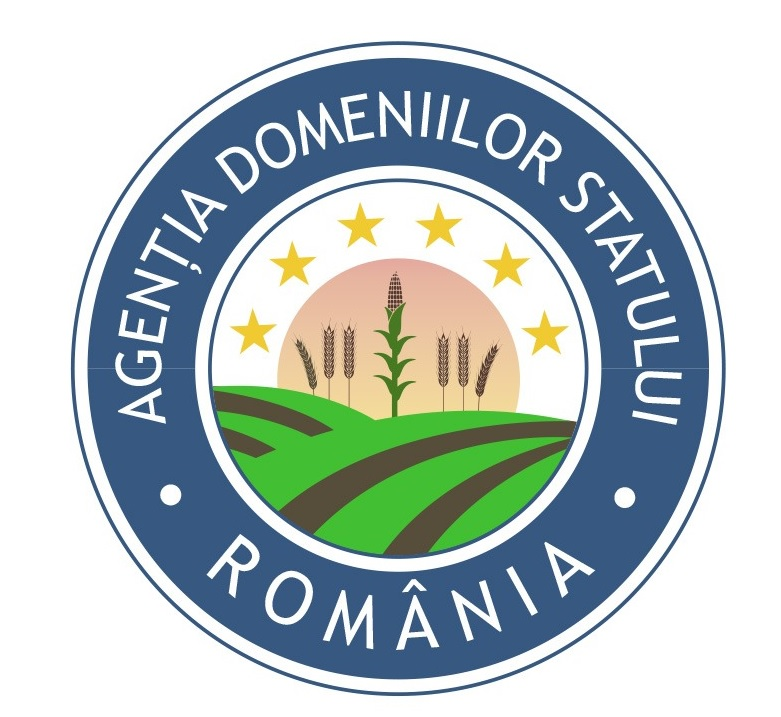

1. exercitarea în numele statului a prerogativelor dreptului de proprietate asupra terenurilor cu destinație agricolă aparținând domeniului privat al statului; 
2. gestionarea și exploatarea eficientă a patrimoniului de stat, al cărui proprietar mandatat este, precum și privatizarea societăților comerciale prevăzute la art. 1 si 2 din Legea 268/2001; 
3. administrarea terenurilor cu destinație agricolă aparținând domeniului public și privat al statului, aflate în exploatarea societăților naționale, a institutelor și stațiunilor de cercetare și producție agricolă și a unităților de învățământ agricol și silvic; 
4. concesionarea sau arendarea terenurilor cu destinație agricolă aparținând domeniului public sau privat al statului, aflate în exploatarea societăților naționale, a institutelor și stațiunilor de cercetare și producție agricolă și a unităților de învațământ agricol și silvic; 
5. concesionarea, arendarea sau închirierea bunurilor aflate în administrarea Agenției Domeniilor Statului; 
6. cumpărarea sau schimbul de terenuri cu destinație agricolă, în vederea concesionării sau arendării acestora, pentru realizarea de exploatații agricole optime; schimbul de terenuri cu destinație agricolă se admite numai în cadrul aceluiași județ; 

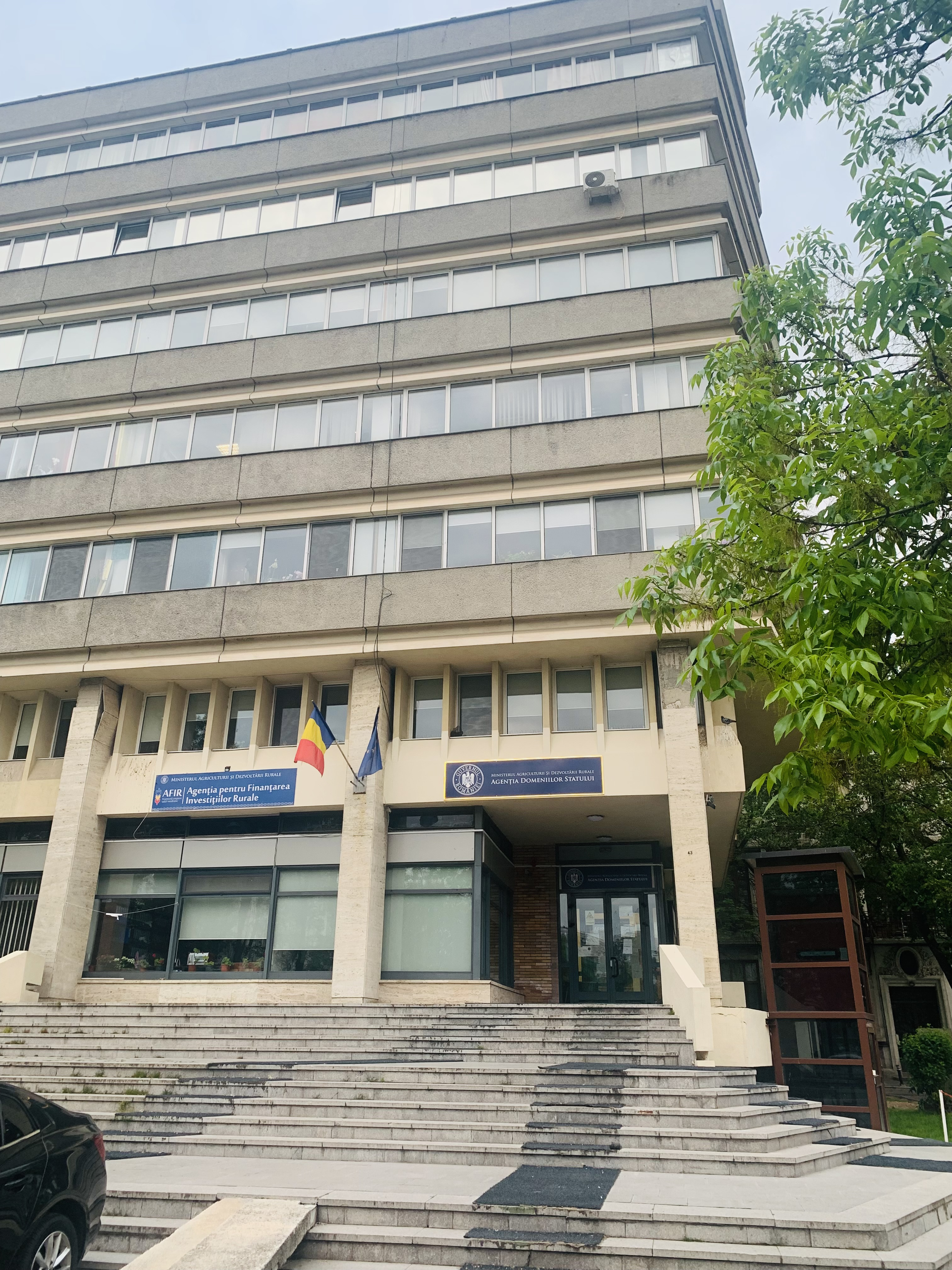
Sediu ADS

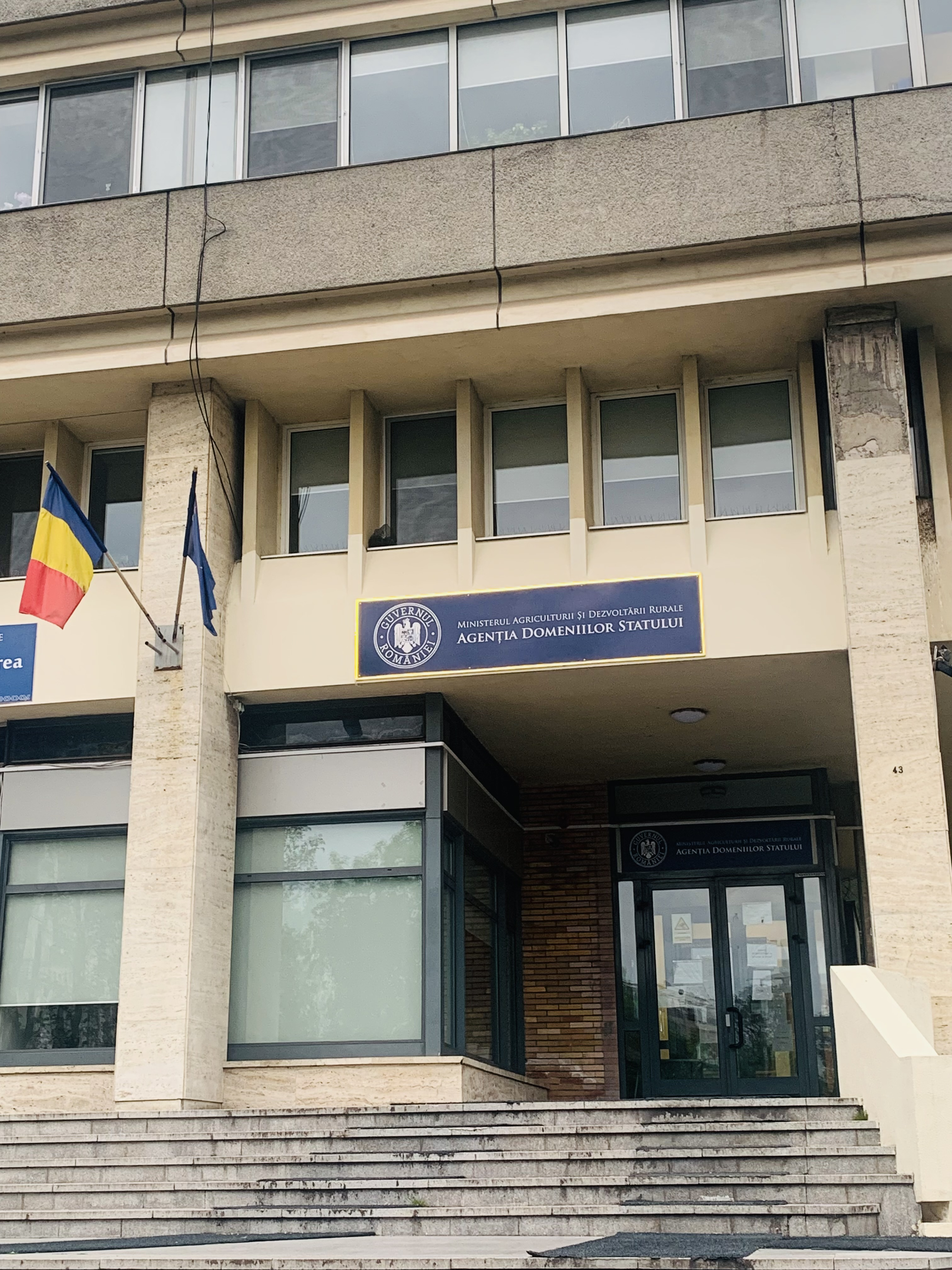
Sediu ADS Bucuresti

7. comasarea terenurilor cu destinație agricolă, în numele statului, din domeniul public sau privat al statului, în vederea concesionării sau arendării acestora, pentru realizarea de exploatații agricole de tip ferme familiale. Concesionarea și arendarea către ferme familiale se fac prin metodele prevăzute de lege și aprobate de Comitetul de Privatizare, Concesionare și Arendare al Agenției Domeniilor Statului.
```
[
1
]
.
```

CONTRIBUȚIA PE CARE AGENȚIA DOMENIILOR STATULUI O ADUCE LA OBIECTIVELE GUVERNĂRII ȘI LA OBIECTIVELE ASUMATE DE ROMÂNIA
Agricultura și dezvoltarea satului românesc reprezintă o prioritate absolută în actualul program de guvernare. În cadrul politicilor agricole și de dezvoltare rurală, Agenția Domeniilor Statului deține un rol activ în realizarea următoarelor obiective: 
1. Îmbunătățirea legislației privind achiziționarea terenurilor agricole: Legea nr. 17 din 7 martie 2014 privind unele măsuri de reglementare a vânzării-cumpărării terenurilor agricole situate în extravilan și de modificare a Legii nr. 268/2001 vizează printre altele șiimplicarea efectivă a Agenției Domeniilor Statului ca jucător pe piața funciară din Romania cu scopul comasării terenurilor agricole, în vederea creșterii dimensiunii fermelor agricole și constituirea exploatațiilor viabile economic
2. Sprijin pentru implicarea tinerilor în agricultură: Potrivit dispozițiilor Legii nr.226/2016 pentru completarea Legii nr.268/2001 privind privatizarea societăților comerciale ce dețin în administrare terenuri proprietate publică sau privată a statului cu destinație agricolă și înființarea Agenției Domeniilor Statului, terenurile cu destinație agricolă aflate în exploatarea societăților comerciale din portofoliul A.D.S., libere de contract, în suprafață maximă de 50 ha, vor fi atribuite direct spre concesionare tinerilor de până la 40 de ani, absolvenți ai învățământului de profil, în vederea înființării de ferme.
3. Dezvoltarea sistemului național antigrindină și de creștere a precipitațiilor: În vederea extinderii și dezvoltării sistemului național antigrindină și de stimulare a precipitațiilor, Agenția Domeniilor Statului poate pune la dispozitia Autorității pentru Administrarea Sistemului Național Antigrindină și de Creștere a Precipitațiilor, în condițiile legii, suprafețe de teren necesare pentru amplasarea obiectivelor de lansare a rachetelor antigrindină.
4. Contribuția la bugetul de stat: Încasările realizate de Agenția Domeniilor Statului din desfășurarea activităților prevăzute de legislația specifică sunt virate către bugetul de stat. În perioada 01.01.2019-31.12.2019, Agenția Domeniilor Statului a realizat încasări în valoare de 104.245.160 lei.

Cele mai mari suprafețe ale ADS, în Brăila, Călărași, Ialomița, Constanța și Tulcea
În 2022, A.D.S. mai administrează 319.000 ha, circa un sfert din suprafața pe care o avea în portofoliu la începutul anilor 2000. Județele cu cele mai mari suprafețe la nivel național sunt Brăila, Călărași, Ialomița, Constanța și Tulcea, iar la nivel regional, pe zona Transilvania-Banat, sunt Sibiu, Timiș și Caraș Severin. Din suprafața actuală, în jur de 52.000 ha nu sunt contractate, circa 20.000 ha fiind suprafețe cu diverse probleme de calitate și accesibilitate: păduri, ape, bălți, drumuri de acces, canale. În anul 2022, A.D.S. are circa 700 de litigii pe rol.
În anul 2021 ADS a realizat încasări în valoare de 141.345.677 lei și deținea în portofoliu 75 de societăți comerciale, dintre care 23 de societăți comerciale în funcțiune și 52 de societăți comerciale în procedura de insolvență. La începutul anului 2022, ADS administra terenuri în suprafață de 320.285 ha din care în domeniul public al statului 177.107 ha și în domeniul privat al statului 143.177 ha.
In anul 2019, A.D.S. a realizat încasări în valoare de 104.245.160 lei pe care le-a virat la bugetul de stat și deținea în portofoliu un număr de 85 societăți comerciale, dintre care: 
- 23 societăți comerciale în funcțiune, din care la 3 societăți comerciale A.D.S. este acționar unic sau majoritar și la 20 societăți comerciale acționar minoritar 
- 62 societăți comerciale în procedură de insolvență, conform Legii nr.86/2006, cu modificările și completările ulterioare și a Legii nr.85/2014
În acelasi an, A.D.S. avea un număr de 870 contracte de concesionare/arendă/asociere în participațiune/locațiune/ închiriere și convenții a terenurilor cu destinație agricolă ce totalizau 260.056ha.
În aprilie 2009, A.D.S. deținea 530.000 de hectare de teren, iar cele mai mari suprafețe erau în județele Brăila (74.270 ha), Călărași (65.400 ha) și Ialomița (32.950 ha).ADS avea în portofoliu participații la 33 de firme, din care la trei era singurul acționar (Sericom, Agroprodcom și SNIF), la 6 avea pachetul majoritar, iar la restul de 24 de firme deținea diverse participații minoritare.
A.D.S. obține încasări din activități precum concesionări și arendări de terenuri cu destinație agricolă, vânzări de societăți din portofoliu și de sedii de circumscripții sanitar-veterinare.
În anul 2008, A.D.S. a încasat 79,6 milioane lei, din contractele de concesiune și de arendă de terenuri, încheiate in perioada 2000 - 2007, precum și peste 4,6 milioane lei din vânzarea a 105 circumscripții sanitar-veterinare (CSV).În anul 2009, încasările din concesionarea și arendarea terenurilor au scăzut la 65,4 milioane lei.
Veniturile totale ale A.D.S. au fost de 78,6 milioane lei în 2009, și de 103,5 milioane lei în 2008.

## Controverse
De la înființarea ei, în 2001, Agenția Domeniilor Statului a fost în permanență în centrul unor scandaluri imobiliare cu iz penal.
În decembrie 2009, omul de afaceri sibian Ilie Carabulea a dat ADS 160 de hectare de teren, terenuri agricole împrăștiate în 4 locuri din județul Sibiu și a primit la schimb o parcelă compactă intravilan, de 96 de hectare, la marginea orașului Sibiu, într-o zonă în plină dezvoltare.
Valoarea terenurilor primite de ADS era la acel moment de zeci de ori mai mică decât cea a terenului pe care l-a cedat.

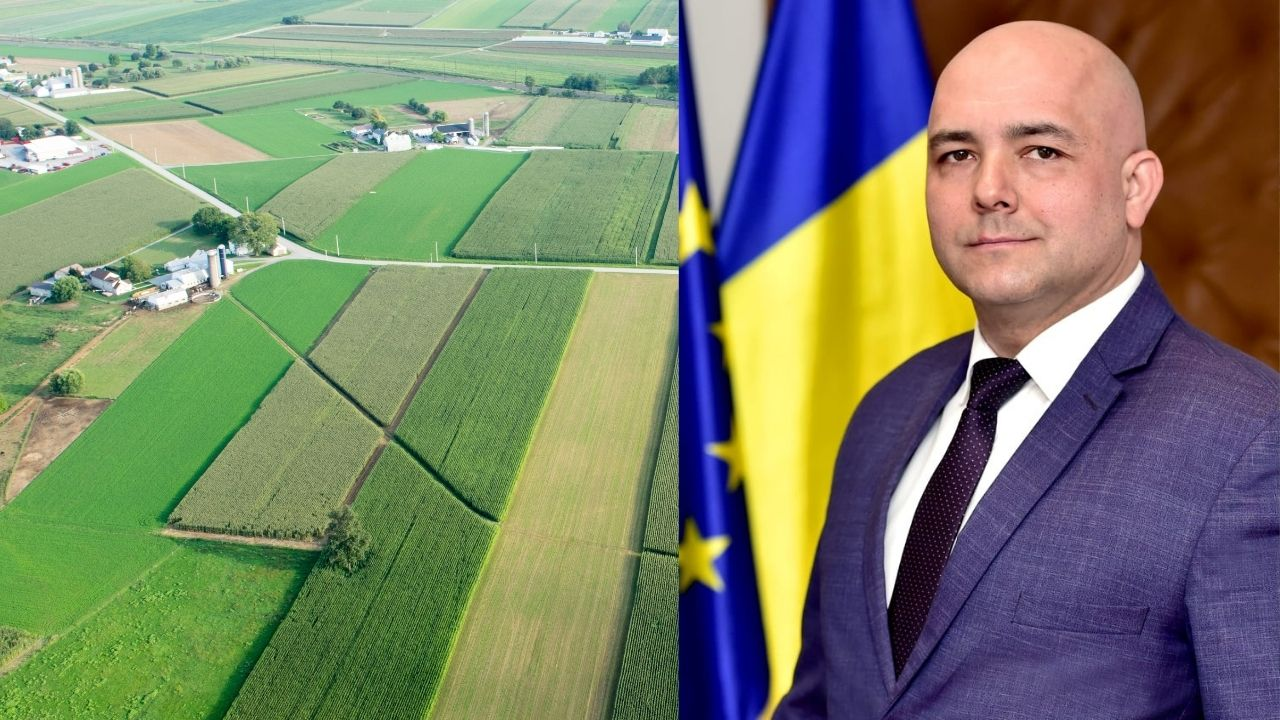
George Sava, Director General A.D.S.

## Președinții ADS
- Niculae Havrileț:  01.03.2000 - 15.01.2001
- Enache Teodor: 16.08.2000 - 18.01.2001
- Anghelina Dumitru: 18.01.2001 - 07.03.2001
- Rădoi Radu: 07.03.2001 - 23.04.2001
- Andrei Ion: 23.04.2001 – 10.07.2001
- Candet Cristinel Vasile: 10.07.2001 – 20.05.2002
- Durac Marin: 20.05.2002 – 06.06.2002
- Popa Corneliu: 06.06.2002 – 27.01.2005
- Tanczos Barna: 2005 - mai 2007[6]
- Daniel Drăgan: 15 mai 2007 - ianuarie 2009[6][7]
- Tanczos Barna: ianuarie 2009 - 1 martie 2009[6]
- Nicolae Giugea: 1 martie 2009 - 5 octombrie 2009[6]
- Adrian Didă: 5 octombrie 2009 - 16 mai 2012[8][9]
- Giugea Nicolae: 21.01.2010-08.03.2011
- Radu Mihai Cristescu Arhivat în 24 mai 2022, la Wayback Machine.: martie 2011 - 7 septembrie 2011 [10][11]
- Ilea George Bogdan : 21.09.2011-07.05.2012
- Dan Lucian Ștefan Mogoș (PNL): 29 mai 2012 - noiembrie 2013[12][13]
- Todiraș Ioan: 01.11.2013-11.11.2013
- Mitea Ilie Dumitru Haralambie[nefuncțională]
: 11.11.2013- 02.03.2017
- Țachianu Alexandru Valentin: 02.03.2017 - 12.06.2017
- Bologa Cătălin Gheorghe[nefuncțională]
: 05.02.2018 - 04.08.2019
- Olteanu Bogdan-Gabriel: 04.08.2019 - 29.11.2019
- Procop Camelia- Maria: 29.11.2019 - 15.07.2021
- Taran-Baciu Veronica: 26.07.2021 - 02.08.2021
- Ciobanu Andreea: 02.08.2021 - 31.01.2022
- George Sava: februarie 2022 - 23 iulie 2023
- Florin Nicolae : iulie 2023 - prezent